# Ankazoabo
Ankazoabo est une commune urbaine malgache, chef-lieu du district d'Ankazoabo, située dans la partie nord de la région d'Atsimo-Andrefana.

## Géographie
La ville accueille l'aéroport d'Ankazoabo.